# FIFA 10
FIFA 10 és un videojoc basat en el futbol real, la dinovena entrega de la saga FIFA i l'última en sortir a la venda. El seu desenvolupador és Electronic Arts (EA). El seu llançament a Europa es va produir el dia 1 d'octubre del 2009 i el 22 d'aquell mateix mes a Amèrica. En la seva primera setmana a la venda, va vendre més d'1,7 milions de còpies per tot Europa. FIFA 10 és el videojoc successor de FIFA 09 i té bastantes millores respecte a les seves últimes edicions, sobretot en gràfics i jugabilitat.
Està disponible en les plataformes Xbox 360, PlayStation 3, Wii, PlayStation 2, PC, Nintendo DS, PlayStation Portable, N-Gage, Telèfon Mòbil, iPhone i iPod Touch. Segons la Sony aquest és l'últim videojoc de la saga FIFA per a la PlayStation 2. La demo es pot descarregar a Europa partir del 10 de setembre del 2009 per l'Xbox 360, PlayStation3, i PC. Aquesta última des de la mateixa pàgina oficial del joc. Els equips disponibles per jugar un partit d'exhibició són el Chelsea FC, el FC Barcelona, la Juventus FC, el Bayern de Múnic, l'Olympique de Marsella i el Chicago Fire. El comentaris dels partits però només es poden escoltar en anglès. Per primera vegada en una demo de FIFA existeix la possibilitat de pujar videos creats per usuaris al portal EA Sports Football World. Els emblemes del joc són How big can football get? (en català, "Com pot arribar a ser de gran el futbol?") i Let's FIFA 10 ("Fem-nos un FIFA 10").
Aquesta és la segona versió del videojoc en patrocinar un club de futbol (comparteix patrocini amb la revista FourFourTwo). El logo de FIFA 10 apareix a la samarreta de la segona equipació del Swindon Town, així ho va confirmar el productor David Rutter al seu compte de Twitter. El primer i fins ara últim cop que FIFA va patrocinar a un equip va ser la temporada 2007/08, patrocinant l'Accrington Stanley de la Football League Two amb el logotip de FIFA 07 a la part posterior de les equipacions.
A diferència de les anteriors entregues de FIFA, la selecció dels Països Baixos està llicenciada al 100%.

## Millores i característiques
Aquestes són algunes de les millores i característiques que s'han produït respecte a la jugabilitat.
Control de 360°: el jugador disposarà de molta més mobilitat sobre el terreny de joc. Podrà caminar i córrer cap a qualsevol direcció. Això permetra que l'usuari tingui un control total sobre el jugador a diferència de les versions anteriors on es limitava a vuit moviments.
Dribbling manual: els jugadors disposaran de més varietat en accions tècniques. Ara es podrà trapitjar la pilota, canviar-la de peu, tocar-la lateralment o aturar-la entre altres coses. Això li donara més realisme a les accions individuals dels jugadors.
Lluita física: aquesta vegada les condicions físiques del jugador seran més importants que mai. Les disputes per la possessió de la pilota es faran més sovint cos a cos.
Xuts: els llançaments a porteria han millorat força respecte a les passades edicions de FIFA. L'usuari haurà d'apuntar amb més precisió per efectuar els xuts a porta.
Centres des dels costats: el centres des dels laterals s'han perfeccionat notablement. Per centrar s'ha de mesurar la potència, la rosca i la precisió, si tot això és l'adequat l'atacant tindrà més opcions d'arribar a la pilota i realitzar el remat. En l'aspecte defensiu el millor serà pressionar amb el cos al jugador que vol centrar, d'aquesta manera evitara que centri còmodament.
Velocitat del joc: l'usuari podrà controlar el tempo del partir. Els esprints fatigaran els jugadors així que el millor serà administrar-los per tenir-los en els moments més necessaris.
Defensa: els defenses estaran més atents a les accions i actuaran a conseqüència de la jugada. També es mouran segons el moviments dels seus companys, és a dir d'una forma més ordenada, no tots aniran a buscar el mateix atacant. A més es podran fer marcatges més específics.
Desmarcatges: els davanters buscaran espais entre les defenses rivals. Li buscaran l'esquena al contrincant més sovint i el passador tindrà l'opció de realitzar les passades en profunditat o al peu. Dels desmarcatges dependran moltes accions ofensives.

## Mode Mànager
El Mode Mànager de FIFA 10 s'ha renovat notablement. Ha tingut més de 50 millores importants, però tot i això ha rebut crítiques. Algunes de les millores són les següents.

Captura de pantalla mostrant el sistema de traspassos millorat del Mode Mànager.

- El sistema de traspassos serà més autèntic. Els diners no ho seran tot per adquirir un jugador. A l'hora d'acceptar les ofertes, també hi haurà factors importants com el nombre de jugadors a l'equip a la mateixa posició o la promesa de fer-lo jugar en competicions europees com la Champions League o l'Europa League. D'altra banda també, obtenir els serveis d'un jugador serà més difícil perquè s'haurà de fer front a la competència d'altres clubs interessats en ell. Si el seu equip accepta més d'una oferta, el jugador tindrà l'última paraula i decidira que fer.
- Les finances del club no es basaran únicament en els patrocinadors, ja que la directiva aportarà dos pressupostos generals; El pressupost de salaris anuals dels jugadors i el pressupost del club per comprar i vendre jugadors, així com per fer millores al club. Hi haurà una configuració de dificultat a la directiva on els jugadors podran decidir com és de generosa la Junta financerament.
- L'experiència i el creixement com a futbolista d'un jugador ha canviat respecte a FIFA 08 i FIFA 09. A diferència d'aquestes dues entregues, el creixement del jugador serà en funció del seu rendiment al videojoc, i l'expèriencia l'anirà aconseguint amb el cúmul de partits jugats i amb els èxits individuals i col·lectius. Hi haurà tres tipus d'experiències que es podran guanyar; l'experiència mental, la física i la d'habilitats. Els jugadors joves tindran major facilitat per aconseguir-la. Cadascun però serà diferent i no tots tindran un mateix punt de creixement. Per tant, aquest nou sistema de progressió de promeses li donara més realisme al joc.
- El resultats dels partits simulats, és a dir, no jugats per l'usuari, seran més reals i no tan aleatoris com havien estat fins ara. Es tindrà més en compte la qualitat de cada equip. Això evitara bastant que equips forts lluitin per la salvació o equips febles lluitin per guanyar la lliga.
- Una "Live Season" s'ha integrat al Mode Mànager o sigui l'estat de forma dels jugadors pot variar segons els seus estats de forma al món real. Això farà que els futbolistes tinguin un rendiment força similar al que tenen a la realitat en aquell moment.
- Des d'ara els dorsals podran ser editats en les versions Xbox 360, PlayStation 3 i Wii.
- La fatiga dels jugadors serà més autèntica. S'ha eliminat el defecte on els jugadors d'equips de baixes categories es cansaven ràpidament.
- La intel·ligència artificial dels altres equips en el Mode Mànager ha estat millorat significativament. Els clubs rotaran jugadors més sovint a causa de factors com la fatiga, la forma del jugador o fins i tot la importància d'un partit. Per la qual cosa, l'alineació d'un equip potent a les primeres rondes d'una copa domèstica pot donar més oportunitats als jugadors menys utilitzats o als més joves.
- La "Total Football Experience" serà una nova característica en què les notícies de futbol de tot el món sobre el Mode Mànager seran visibles, incloent-hi les transferències de jugadors, partits i els resultats de lligues estrangeres.
- El "Set-Piece Creator" permet assignar instruccions a jugadors específics en una jugada d'estratègia a pilota parada. No se sap encara si aquesta característica estarà disponible en el joc online, segons va revelar el productor David Rutter.
- El nou "Assistant Manager" s'encarregarà de les alineacions i les rotacions de l'equip basant-se en la importància del pròxim partit. Per exemple, si el proper partit és contra un equip d'inferior nivell, s'assegurara que els jugadors que normalment estan a la banqueta juguin.
- Els amistos de pretemporada ara també hi seran a les plataformes Xbox 360 i PlayStation 3. Els organitzara l'ajudant de l'entrenador per acabar de polir els errors de l'equip abans que comenci la temporada.
- Els futbolistes ficticis que s'inventi el joc pel Mode Mànager seran més propis del país d'origen. No hi haurà jugadors brasilers que es diguin James Smith, de la mateixa manera que no es trobaran jugadors anglesos anomenats Flávio de Oliveira.

## Virtual Pro
"Virtual Pro" permet al jugador crear un futbolista i portar-lo durant les quatre temporades de "Be-a-Pro", incloure'l al Mode Mànager, utilitzar-lo en un partit d'exhibició, en un torneig, així com usar-lo a l'Arena. El "Game-face" també s'ha afegit a FIFA 10 com en altres jocs d'EA Sports, on els jugadors poden crear les seves cares de videojoc des d'easports.com i descarregar-les per posar-les al joc. Un cop creat un personatge "Game Face", es pot aplicar al jugador al joc. Les cares es poden editar a la web en qualsevol moment. El game-face s'utilitzarà com avatar del jugador en el joc en línia. També es pot fer créixer futbolisticament els jugadors creats millorant els seus atributs o trets. Les celebracions, i equipacions poden ser desbloquejades per fer el jugador realista i únic.

## Lligues i equips
Es podrà competir en les següents trenta-tres lligues, així com disputar partits amistosos o tornejos amb els seus equips. A més, a l'iniciar una d'aquestes competicions serà possible substituir equips per altres d'altres lligues. La gran majoria de les lligues estaran completament llicenciades, algunes però només ho estaran parcialment, ja que alguns escuts o equipacions no seran els reals. En total uns 500 equips i 41 seleccions nacionals, dos menys que FIFA 08. Com a principal novetat es presenta la Lliga russa, encara que no estarà en totes les plataformes.
| - Hyundai A-League - T-Mobile Bundesliga - Jupiler Pro League - Campeonato Brasileiro - Gambrinus liga - SAS Ligaen - Barclays Premier League - Coca-Cola Championship - Coca-Cola Football League One - Coca-Cola Football League Two | - Ligue 1 - Ligue 2 - Bundesliga - 2. Bundesliga - FAI League of Ireland - Serie A - Serie B - K-League - Primera División de México - Eredivisie | - Tippeligaen - Ekstraklasa - Liga Sagres - Russian Premier League¹ - Clydesdale Bank Premier League - Liga BBVA - Liga Adelante - Allsvenskan - Axpo Super League - Turkcell Süper Lig - Major League Soccer |

¹ Només per a les versions de PSP, PlayStation 2 i PC
Equips de la resta del món: AEK FC, BATE Borisov, Boca Juniors, CSKA Sofia, Kaizer Chiefs, FC Lausanne, Levadia Tallinn, NK Maribor, Orlando Pirates, Panathinaikós, PAOK, Partizan, River Plate, Slovan Bratislava, FK Ventspils, Xakhtar Donetsk.
Equips ficticis: Equip Mundial Actual i Equip Mundial Clàssic.

### Seleccions nacionals
| - Alemanya - Anglaterra - Argentina - Austràlia - Àustria - Bèlgica - Brasil - Bulgària - Camerun - Corea del Sud - Croàcia - Dinamarca - Equador - Escòcia | - Eslovènia - Espanya - Estats Units - Finlàndia - França - Grècia - Hongria - Irlanda del Nord - Itàlia - Mèxic - Noruega - Nova Zelanda - Països Baixos - Paraguai | - Polònia - Portugal - República d'Irlanda - República Txeca - República Xina - Romania - Rússia - Sud-àfrica - Suècia - Suïssa - Turquia - Ucraïna - Uruguai |

## Estadis
Els partits es disputaran en els següents estadis de futbol. Entre parèntesis es mostra alguns dels equips o seleccions nacionals que en la realitat juguen com a locals a cada camp i que també ho faran al videojoc. Els equips dels quals no aparegui el seu estadi real, jugaran com a locals en estadis ficticis d'una capacitat aproximada. Tot i això l'usuari pot modificar l'estadi en que juga un equip. En tots ells serà possible també configurar la part del dia i la climatoligia. En alguns, des d'assolellat fins ennuvolat així com pluja o neu.
| Alemanya - Allianz Arena (Bayern de Múnic i 1860 Múnic) - Signal Iduna Park (Borussia Dortmund) - HSH Nordbank Arena (Hamburg) - Olympiastadion (Hertha Berlín i Alemanya) - BayArena (Bayer Leverkusen) - Veltins-Arena (FC Schalke 04) - Commerzbank-Arena (Eintracht Frankfurt)3 - Mercedes-Benz Arena (Stuttgart)3 - AWD-Arena (Hannover 96) Anglaterra - Emirates Stadium (Arsenal) - Anfield (Liverpool FC) - Old Trafford (Manchester United) - Stamford Bridge (Chelsea) - St. James' Park (Newcastle United) - White Hart Lane (Tottenham)3 - Wembley Stadium (Anglaterra) Bèlgica - Constant Vanden Stock (RSC Anderlecht) Corea del Sud - Daegu Sports Complex (Daegu) - Seoul World Cup Stadium (Seoul i Corea del Sud) Escòcia - Celtic Park (Celtic) - Ibrox Stadium (Glasgow Rangers) Espanya - Estadio Mestalla (València CF) - Estadio Vicente Calderón (Atlètic de Madrid) - Camp Nou (FC Barcelona) - Estadio Santiago Bernabéu (Reial Madrid i Espanya)4 Estats Units - Home Depot Center (Los Angeles Galaxy, Chivas USA i Estats Units) França - Parc des Princes (Paris Saint-Germain FC i França) - Stade Gerland (Olímpic de Lió) - Stade Velodrome (Olímpic de Marsella) - Stade Felix Bollaert (RC Lens)3 | Gal·les - Millennium Stadium (Gal·les) Itàlia - Stadio delle Alpi (Juventus i Torí)¹ - Stadio Olimpico (Roma i Lazio) - Giuseppe Meazza "San Siro" (Milan i Inter de Milà) Mèxic - Estadio Azteca (Club América i Mèxic) - Estadio Jalisco (Guadalajara i Atlas) Països Baixos - Amsterdam ArenA (AFC Ajax i Països Baixos) - Philips Stadion (PSV) - Feijenoord Stadion (Feyenoord) Portugal - Estádio da Luz (SL Benfica) - Estádio do Bessa (Boavista FC) - Estádio do Dragão (FC Porto i Portugal) - Estádio José Alvalade (Sporting de Lisboa) Ficticis \| - Aloha Park - Closed Square Style² - Crown Lane - Div1 Euro Style² - Div2 Euro Style² - Div3 Euro Style² - Div1 UK Style² - Div2 UK Style² - Div3 UK Style² - El Bombastico - El Medio - El Reducto - Estadio de las Artes - Estadio del Pueblo - Estadio Latino - Euro Arena - Euro Park - FIWC Stadium - Football Ground - Fussball Stadion \| - Generic Modern² - Ivy Lane - Modern Euro² - Modern South America² - O Dromo - Olimpico Generitico - Olympic Style² - Open Square Style² - Oval Style² - Square Ground - Stade Kokoto - Stade Municipal - Stadio Classico - Stadion 23. Maj - Stadion Europa - Stadion Hanguk - Stadion Neder - Stadion Olympik - Town Park \| |
| - Aloha Park - Closed Square Style² - Crown Lane - Div1 Euro Style² - Div2 Euro Style² - Div3 Euro Style² - Div1 UK Style² - Div2 UK Style² - Div3 UK Style² - El Bombastico - El Medio - El Reducto - Estadio de las Artes - Estadio del Pueblo - Estadio Latino - Euro Arena - Euro Park - FIWC Stadium - Football Ground - Fussball Stadion | - Generic Modern² - Ivy Lane - Modern Euro² - Modern South America² - O Dromo - Olimpico Generitico - Olympic Style² - Open Square Style² - Oval Style² - Square Ground - Stade Kokoto - Stade Municipal - Stadio Classico - Stadion 23. Maj - Stadion Europa - Stadion Hanguk - Stadion Neder - Stadion Olympik - Town Park |

¹ La Juventus FC i el Torí no han jugat en aquest estadi durant les últimes tres temporades. Els dos juguen al Stadio Olimpico di Torino, que no apareix al videojoc.

² Només per les plataformes PC, PS2, Wii i PSP. Aquests són els estadis fictisis disponibles per la PS2 i la Wii.

3 Només disponible per la PS2 i la Wii.

4 Es pot descarregar gratis des del seu llançament. Al joc ve amb el nom de Chamartín i amb menys semblances.

## Portades
Es va donar a conèixer els jugadors que apareixeran a totes les caràtules dels videojocs de les versions de cada país. A Espanya hi sortiran Xavi Hernández del FC Barcelona i Karim Benzema del Reial Madrid. Per la versió del Regne Unit i la República d'Irlanda, Theo Walcott, Wayne Rooney i Frank Lampard, de l'Arsenal FC, Manchester United FC i Chelsea FC respectivament. A Austràlia Tim Cahill amb Rooney. Per a l'edició Alemanya, el jugador del Bayern de Múnic Bastian Schweinsteiger juntament amb Rooney també. A Itàlia Ronaldinho i Giorgio Chiellini. A França el porter Steve Mandanda, Benzema i Guillaume Hoarau. A Polònia Rooney amb Robert Lewandowski. A Rússia, Serguei Semak. A Portugal, Simão i Lampard. A Hongria, Wayne Rooney i Balázs Dzsudzsák. Finalment a la versió d'Amèrica Llatina i Estats Units qui apareixera sera Cuauhtémoc Blanco del Chicago Fire i Sacha Kljestan del Chivas USA. De fons, una vegada més el Celtic Park i l'Ibrox Stadium.
| Jugador        | Portada | Portada | Portada | Portada | Portada | Portada | Portada | Portada | Portada | Portada | Portada | Portada | Portada |
| -------------- | ------- | ------- | ------- | ------- | ------- | ------- | ------- | ------- | ------- | ------- | ------- | ------- | ------- |
| Benzema        |         |         | X       |         | X       |         |         |         |         |         |         |         |         |
| Blanco         |         |         |         | X       |         |         |         | X       |         |         |         |         |         |
| Cahill         |         | X       |         |         |         |         |         |         |         |         |         |         |         |
| Chiellini      |         |         |         |         |         |         | X       |         |         |         |         |         |         |
| Dzsudzsák      |         |         |         |         |         | X       |         |         |         |         |         |         |         |
| Hoarau         |         |         |         |         | X       |         |         |         |         |         |         |         |         |
| Kljestan       |         |         |         | X       |         |         |         | X       |         |         |         |         |         |
| Lampard        |         |         |         |         |         |         |         |         |         | X       | X       | X       |         |
| Lewandowski    |         |         |         |         |         |         |         |         | X       |         |         |         |         |
| Mandanda       |         |         |         |         | X       |         |         |         |         |         |         |         |         |
| Ronaldinho     |         |         |         |         |         |         | X       |         |         |         |         |         |         |
| Rooney         | X       | X       |         |         |         | X       |         |         | X       |         | X       | X       |         |
| Schweinsteiger | X       |         |         |         |         |         |         |         |         |         |         |         |         |
| Semak          |         |         |         |         |         |         |         |         |         |         |         |         | X       |
| Simão          |         |         |         |         |         |         |         |         |         | X       |         |         |         |
| Walcott        |         |         |         |         |         |         |         |         |         |         | X       | X       |         |
| Xavi           |         |         | X       |         |         |         |         |         |         |         |         |         |         |

## Comentaristes
Paco González i Manolo Lama tornaran a narrar els partits a l'edició per Espanya. Cal destacar l'absència de gaires comentaris nous, la majoria són els mateixos que en anteriors versions de FIFA.

## Banda sonora
La banda sonora completa de FIFA 10 va ser anunciada per EA Sports el 27 de juliol del 2009. Compta amb 39 cançons que representen 25 països de tot el món. Cinc de les quals són extres del videojoc i estan marcades a continuació.
| - Adiam Dymott - "Miss You" - Afrobots - "Favela Rock" - Alex Metric - "Head Straight" - Auletta - "Meine Stadt" - Balkan Beat - "Ramallah-Tel Aviv" - BLK JKS - "Lakeside" - Bomba Estéreo - "Fuego" - The BPA feat. Ashley Beedle - "Should I Stay Or Should I Blow" - Buraka Som Sistema - "Kalemba (Wegue- Wegue)" - CasioKids - "Fot I Hose" - Children Collide - "Skeleton Dance" - Crookers feat. The Very Best, Two Fingers & Marina Gasolina - "Birthday Bash" - Cut Off Your Hands - "Happy As Can Be" - Dananananaykroyd - "Black Wax" - Datarock - "Give It Up" - Fabri Fibra - "Donna Famosa" - Fidel Nadal - "International Love" - Los Fabulosos Cadillacs - "La Luz del Ritmo" - Macaco - "Hacen Falta Dos" - Major Lazer - "Hold The Line" | - Marcio Local - "Soul Do Samba" - Matt and Kim - "Daylight" - Metric - "Gold Guns Girls" - Instituto Mexicano del Sonido - "Alocatel" - Nneka - "Kangpe" - Passion Pit - "Moth's Wings" - Peter Bjorn And John - "Nothing to Worry About" - Pint Shot Riot - "Not Thinking Straight" - Playing for Change - "War / No More Trouble" - Rocky Dawuni - "Download The Revolution" - Röyksopp - "It's What I Want" - Soshy - "Dorothy" - The Answering Machine - "It's Over! It's Over! It's Over!" - The Enemy - "Be Somebody" - The Temper Trap - "Science of Fear" - Tommy Sparks - "he's Got Me Dancing" - The Whitest Boy Alive - "1517" - Wyclef Jean - "MVP Kompa" - Zap Mama - "Vibrations" |

## Recepció

### Comercial
Segons EA, FIFA 10 ha estat el videojoc d'esports més venut mai a Europa. En la seva primera setmana a la venda, va vendre 1,7 milions de còpies. La seva venda podria augmentar un 30 per cent any rere any fent així el títol més rendible de la història d'EA Sports. Sobretot gràcies a la seva audiència mundial i els baixos costos de llicència en comparació amb la saga Madden NFL. És el videojoc número 1 de totes les categories des del llançament de Grand Theft Auto IV, generant vendes del 48% sobre el seu predecessor, FIFA 09. Deixant de banda a Grand Theft Auto: San Andreas que només va ser llançat per les plataformes de PS2 i PC.

### Valoracions
FIFA 10 ha rebut nombroses valoracions per part de prestigioses revistes o pàgines web de videojocs. Alguns exemples són el 9/10 qualificat per MeriStation.com, el 9,3 de 3Djuegos.com per les versions d'Xbox i PlayStation 3, el 94 sobre 100 valorat per Trucoteca.com afegint-li "Un título que encantará a todos los amantes del género". o el 93 sobre 100 de VicioJuegos.com per a la versió de PlayStation 3. En definitiva, ha estat també millor qualificat pels usuaris que anteriors entregues de la saga FIFA.